# Scott Glenn
Theodore Scott Glenn (nghệ danh: Scott Glenn) là nam diễn viên người Mỹ. Ông từng tham gia trong các phim như: Urban Cowboy (1980), The Right Stuff (1983), The Hunt for Red October (1990), The Silence of the Lambs (1991), The Bourne Ultimatum (2007), The Leftovers (2014–2017) hay The Defenders (2017).

## Thời thơ ấu
Glenn có tên lúc sinh là Theodore Scott Glenn ở Pittsburgh, Pennsylvania, con trai của Elizabeth, một bà nội trợ, và Theodore Glenn, một giám đốc kinh doanh. Ông có tổ tiên Ai-len và người Mỹ bản địa. Trong thời thơ ấu của mình, ông thường xuyên bị bệnh, và đã nằm liệt giường trong một năm, bao gồm cả có bệnh ban đỏ. Thông qua các chương trình huấn luyện khắc nghiệt, ông đã hồi phục từ bệnh tật của mình, và khắc phục được chứng đi khập khiễng. Sau khi tốt nghiệp từ một trường trung học Pittsburgh, Glenn bước vào Đại học William và Mary, nơi ông theo học chuyên ngành tiếng Anh. Ông gia nhập Lực lượng Thủy quân lục chiến Hoa Kỳ trong ba năm, sau đó làm phóng viên trong 5 tháng cho cho Kenosha Evening News, ở Kenosha, Wisconsin. Ông đã cố gắng để trở thành một tác giả, nhưng thấy ông không thể viết đối thoại hài lòng các độc giả. Để học nghệ thuật đối thoại, ông bắt đầu tham gia các lớp diễn xuất. Glenn đã xuất hiện lần đầu tại Broadway trong The Impossible Years vào năm 1965. Anh tham gia lớp diễn xuất của George Morrison, giúp sinh viên trực tiếp biểu diễn để trả tiền cho việc học của mình và diễn xuất trên sân khấu tại La MaMa Experimental Theatre Club.